# Muzeul Național al Marinei Române
Muzeul Național al Marinei Române a fost înființat prin Hotărârea Consiliului de Miniștri nr. 1127 din 29 mai 1969, publicată în Buletinul Oficial al R.S.R., Anul V, nr. 63, p. I, din 2 iunie 1969 și autentificat ca instituție de interes republican, muzeu de categoria I, unic în țară. A fost deschis oficial la 3 august 1969 la Constanța, cu denumirea Muzeul  Marinei Române, fiind amplasat în sediul fostei Școli Navale și prezintă istoria marinei române.
Prin Legea nr. 311/2003 a Muzeelor și colecțiilor publice, Muzeul Marinei Române a fost reconfirmat ca muzeu de importanță națională, al doilea din cadrul Ministerului Apărării Naționale și singurul din Dobrogea.
Prin Hotărârea de Guvern nr. 755 din 11 octombrie 2017, publicată în „Monitorul Oficial” nr. 819 din 17 octombrie 2017, Muzeul Marinei Române a fost clasificat ca muzeu de importanță națională, schimbându-și titulatura în Muzeul Național al Marinei Române. 
Muzeul Național al Marinei Române a fost organizat încă de la început pe criteriul tematico-cronologic, în conformitate cu periodizările istoriografiei românești, având astfel patru secții – epocile veche, medie, modernă și contemporană, prezentate pe o suprafață de 10.000 mp. 
Muzeul Național al Marinei Române este adăpostit în prezent de către fosta Școală Navală Superioară din Constanța (1908). În Lista monumentelor istorice aprobată prin Ordinul Ministrului Culturii și Cultelor nr. 2314 din 08.07.2004, clădirea principală în care funcționează în prezent Muzeul Național al Marinei Române este consemnată ca monument protejat și menționată cu codul 569-CT-II-m-A-02859-Școala de Marină, azi Muzeul Marinei Române, strada Traian nr. 53. Calitatea de monument istoric de categoria „A” a clădirii Muzeului Național al Marinei Române reprezintă însumarea mai multor componente valorice ale patrimoniului cultural de importanță națională: valoarea arhitecturală, vechimea, valoarea memorialistică (personalități reprezentative ale domeniului maritim) și valoarea de simbol pentru orașul Constanța. 

## Descriere

Geacul navelor Marinei Militare până în 1947

Muzeul se află în subordinea Statului Major al Forțelor Navale și cuprinde mai multe secții:
- Navigația în Antichitate, grecii, romanii, navele din Pontul Euxin și flota de pe Ister;
- Navigația în Evul Mediu, bizantinii, despotatul Dobrogean, navele voievozilor Mircea cel Bătrân și Ștefan cel Mare;
- Navigația la Gurile Dunării în perioada otomană;
- Primele nave românești moderne, Războiul pentru independență, bătăliile navale de pe Dunăre;
- Istoria marinei și navigației românești moderne, cele două războaie mondiale, flota de comerț.

Aceste domenii și subdomenii prezentate în muzeu sunt susținute de colecții alcătuite din:
- amfore și ceramică veche,
- modele de nave precum precum Marița (1834) sau Bricul Mircea (1862),
- figuri de prova, obiecte de marină, instrumente de navigație, aparatură de transmisiuni, motoare navale, ancore și elice,
- tablouri, hărți, carte veche și presă de marină, documente și fotografii cu aspecte din marină,
- numismatică, medalistică,
- uniforme, drapele și pavilioane,
- machete, nave originale (pe teren) și fragmente ale unor epave,
- arme albe și de foc, arme sub apă,
- obiecte legate de submarine, de scafandrerie și de arheologia și explorarea lumii submarine.

Muzeul mai dispune de o bibliotecă și o arhivă generoasă.